# 김주호 (바둑 기사)
김주호(金主鎬, 1984년 12월 5일 ~ )는 대한민국의 바둑 기사이다.

## 약력
1999년에 입단하였으며 2010년에 9단으로 승단하였다. 현재 한국바둑리그 한게임 소속의 선수이다.